# Lucilia japuhybensis
Lucilia japuhybensis är en tvåvingeart som beskrevs av Mello 1961. Lucilia japuhybensis ingår i släktet Lucilia och familjen spyflugor. Inga underarter finns listade i Catalogue of Life.